# 荷蘭語聯盟
荷蘭語聯盟（荷蘭語：Nederlandse Taalunie，發音：[ˈneːdərlɑntsə ˈtaːlˌyni] ⓘ，缩写为NTU）是討論關於荷蘭語事項的國際機構，由荷蘭與比利時在1980年9月9日於布魯塞爾簽定的條約而建立，繼承於一個兩國在二戰後建立的文化協定。蘇利南於2005年成為該組織會員國。
通用荷蘭語（Algemeen Nederlands）為荷蘭、比利时弗拉芒大区、蘇利南、荷屬安地列斯的官方語言，於教育與政府機關使用。荷蘭語聯盟制定通用荷蘭語的標準，亦協助鄰近的地區或國家中小學荷蘭語教育，包含比利時（布魯塞爾、瓦隆大區）、德國、法國。聯盟也協助各地大學機構從事荷蘭語言與文化的研究，約有一萬四千人在約一百四十所學術機構研讀荷蘭語、荷蘭文學領域。
該組織也委託荷語天主教魯汶大學舉辦CNaVT （页面存档备份，存于） (Certificate of Dutch as Foreign Language)荷蘭語能力認證測試。

## 外部連結
- 官方网站
  - Institute for Dutch Lexicology （页面存档备份，存于）
  - P. J. Meertens Institute （页面存档备份，存于）
  - Royal Academy of Dutch Language and Literature （页面存档备份，存于）
- Treaty text （页面存档备份，存于）